# Daran Boonyasak
Daran Boonyasak, thailändska ดารัณ บุญยศักดิ์ – Daran Bunyasak, tidigare Sinitta Boonyasak, född 5 juni 1979 i Bangkok, är en thailändsk skådespelare. Hon är äldre syster till den mer berömda Laila Boonyasak och bäst känd för sin roll som Noi i den thailändske regissören Pen-Ek Ratanaruangs dramafilm Universums sista dagar (2004). Där spelade Bonnyasak den äldre systern till karaktären som spelades av hennes, också i verkliga livet, yngre syster Laila Boonyasak.

## Biografi
Boonyasaks yngre syster, Laila Boonyasak, är berömd i Thailand som skådespelare och fotomodell. 2001 bestämde sig Daran Boonyasak för att följa i spåren genom att utbilda sig i skådespeleri och regi vid Srinakharinwirot-universitetet vid Prasarnmit Campus i Bangkok. Där lärde hon sig att skådespela utan de överdrifter som hon tidigare lagt sig till med i ett antal såpor. Hon var teve-värd och gick en kurs i matlagning 2003 när den thailändske regissören Pen-Ek Ratanaruang tog kontakt med henne, för en skådespelarroll. Dessförinnan hade hon inte haft för avsikt att skådespela något mera.
Filmen gjorde Boonyasak känd genom rollen som Noi, som hon kom att spela i dramafilmen Universums sista dagar, (originaltitel:เรื่องรัก น้อยนิด มหาศาล, Ruang rak noi nid mahasan). Bonnyasak tyckte om manuset och svarade därför genast ja till rollen. Hon spelade en kedjerökande flicka vars liv tar en ny vändning när hennes yngre syster Nid, spelad av hennes också i verkliga livet, yngre syster Laila Boonyasak, dör i en olycka.
Boonyasak spelade i huvudroll mot den berömde japanske skådespelaren Asano Tadanobu. På frågan om hur hon kände att spela mot en så uppburen skådespelare svarade hon Bangkok Etcetera att hon knappast brydde sig, för att hon ändå tänkt sluta filma, och att de knappt sa ett ord till varandra under den månad det tog att spela in filmen, eftersom Tadanoubu inte pratade engelska.
Vid den intervjun fick hon också frågan om hur lika systrarna var. Svaret var kort och rakt:
| ” | Hon är mer känd. Hon är mjuk och hövlig, medan jag är stark och oberoende. | „ |

## Filmografi[5]
- 2003: Universums sista dagar - Noi
- 2006: Khao niao moo ping (Bite of Love) - Bee (modern)
- 2008: Wings of Blue Angels - Nuam
- 2008: A Moment in June - Bruden (kortfilm)
- 2009: Cupid's Love Ring - Oranee (TV-serie)
- 2010: Eternal Flame - Nari (TV-serie)
- 2011: Kohn Teun - Pada (TV-serie)

## Utmärkelser
Boonyasak nominerade 2004 till National Film Association Award som Bästa skådespelerska för sin roll i Ruang rak noi nid mahasan (2003). Hon nominerades också till Chlotrudis Award som Bästa skådespelerska för samma roll. Hon fick dock inte något av priserna.